# Požar, Danilovgrad
Požar este un sat din comuna Danilovgrad, Muntenegru. Conform datelor de la recensământul din 2003, localitatea are 129 de locuitori (la recensământul din 1991 erau 110 locuitori).

## Demografie
În satul Požar locuiesc 105 persoane adulte, iar vârsta medie a populației este de 41,0 de ani (37,7 la bărbați și 45,0 la femei). În localitate sunt 43 de gospodării, iar numărul mediu de membri în gospodărie este de 3,00.
|  |

| Demografie | Demografie | Demografie |
| An         | Locuitori  | Locuitori  |
| ---------- | ---------- | ---------- |
|            |            |            |
|            |            |            |
|            |            |            |
|            |            |            |
| 1948       | 219        |            |
| 1953       | 191        |            |
| 1961       | 230        |            |
| 1971       | 212        |            |
| 1981       | 184        |            |
| 1991       | 110        | 110        |
| 2003       | 130        | 129        |

| \| Componența etnică conform recensământului din 2003[2] \| Componența etnică conform recensământului din 2003[2] \| Componența etnică conform recensământului din 2003[2] \| Componența etnică conform recensământului din 2003[2] \| Componența etnică conform recensământului din 2003[2] \| \| ----------------------------------------------------- \| ----------------------------------------------------- \| ----------------------------------------------------- \| ----------------------------------------------------- \| ----------------------------------------------------- \| \| \| \| \| \| \| \| Muntenegreni \| Muntenegreni \| \| 104 \| 80,62% \| \| Sârbi \| Sârbi \| \| 19 \| 14,72% \| \| necunoscută \| necunoscută \| \| 0 \| 0% \| |              |  |     |        |
| Componența etnică conform recensământului din 2003 |              |  |     |        |
| |              |  |     |        |
| Muntenegreni | Muntenegreni |  | 104 | 80,62% |
| Sârbi | Sârbi        |  | 19  | 14,72% |
| necunoscută | necunoscută  |  | 0   | 0%     |